# 8 nivôse
8 frimaire 8 pluviôse
L'octidi 8 nivôse, officiellement dénommé jour du fumier, est le 98e jour de l'année du calendrier républicain.
C'était généralement le 28e jour du mois de décembre dans le calendrier grégorien.